# Paint Rock (Texas)
Paint Rock è un comune (town) degli Stati Uniti d'America e capoluogo della contea di Concho nello Stato del Texas. La popolazione era di 273 abitanti al censimento del 2010.

## Geografia fisica
Paint Rock è situata a 31°30′28″N 99°55′24″W (31.507777, -99.923277).
Secondo lo United States Census Bureau, la città ha una superficie totale di 4,26 km², dei quali 4,26 km² di territorio e 0 km² di acque interne (0% del totale).

## Origini del nome
La cittadina prende il nome dalla pittografia degli indiani a circa un miglio di distanza dalle scogliere del fiume Concho.

## Società

### Evoluzione demografica
Secondo il censimento del 2010, la popolazione era di 273 abitanti.

### Etnie e minoranze straniere
Secondo il censimento del 2010, la composizione etnica della città era formata dall'81,68% di bianchi, lo 0% di afroamericani, il 2,56% di nativi americani, lo 0,73% di asiatici, lo 0% di oceanici, il 12,45% di altre razze, e il 2,56% di due o più etnie. Ispanici o latinos di qualunque razza erano il 27,84% della popolazione.